# Присяга Шуйских

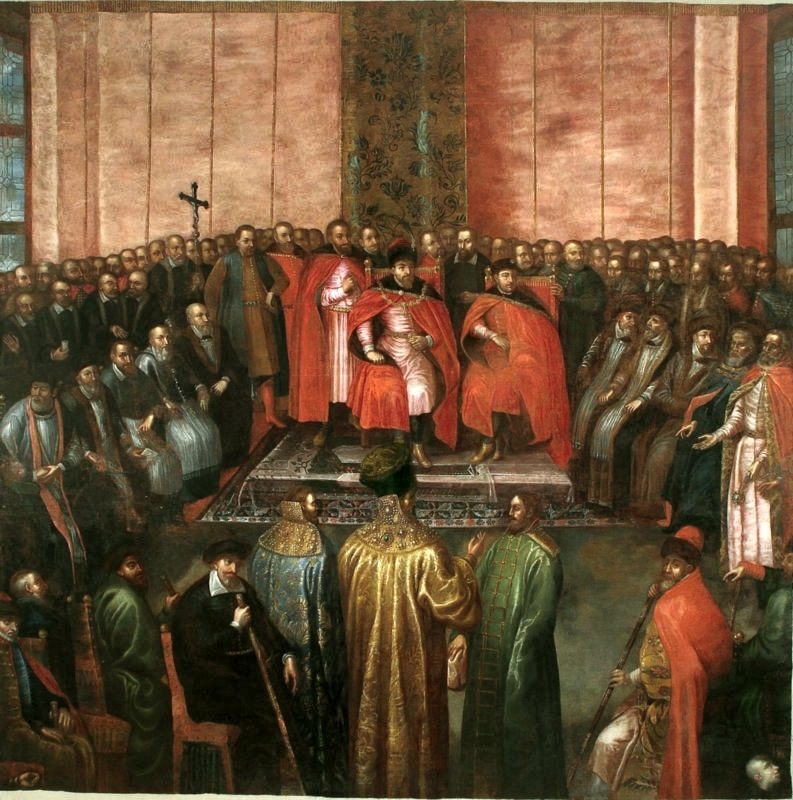
Станислав Жолкевский представляет королю Сигизмунду III и королевичу Владиславу на Сейме 1611 года пойманных царей Шуйских, Томазо Долабелла (копия неизвестного автора) из коллекции замка в Подгорцах

Присяга Шуйских — присяга пребывавших в польском плену русского царя Василия Шуйского и его братьев, Дмитрия и Ивана Пуговки, королю польскому Сигизмунду III и некоронованному царю русскому Владиславу, принесённая 29 октября 1611 года в Сенатской зале Королевского Замка в Варшаве. Василий Шуйский к тому времени был свергнут с русского трона, Дмитрий же был разбит в битве при Клушине 24 июня (4 июля) 1610 года, будучи командующим русско-шведскими войсками.

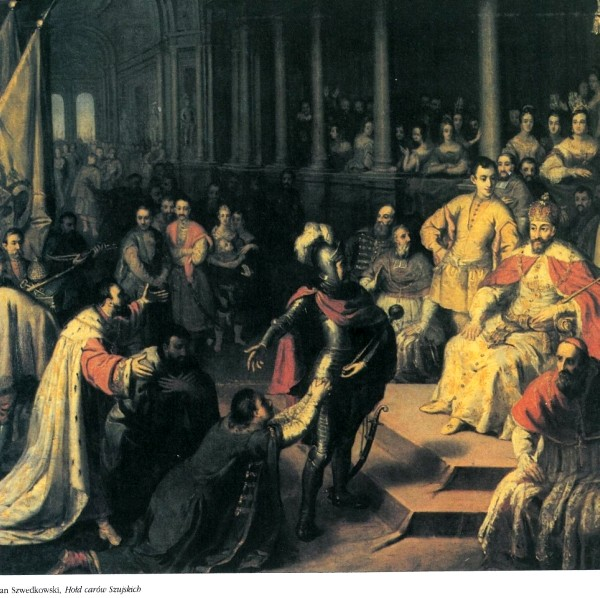
Присяга русских царей, Ян Канты Шведковский

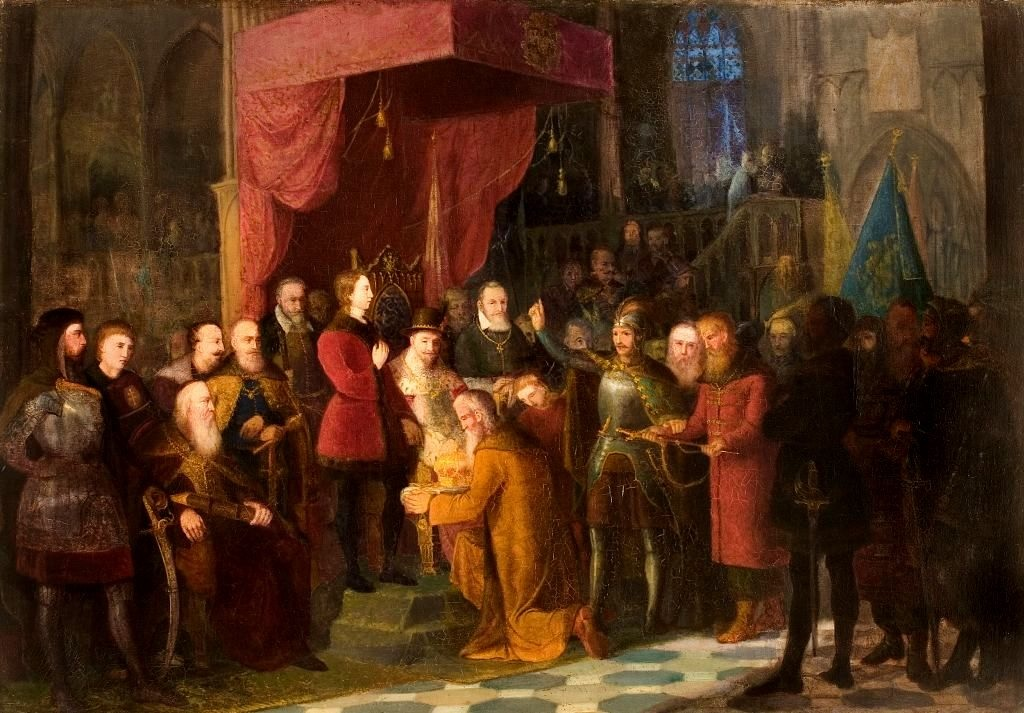
Цари Шуйские перед Сигизмундом III, Ян Матейко

Под звон колоколов, при большом скоплении народа гетман польный коронный  Станислав Жолкевский провёз пленников в открытой для всеобщего обозрения повозке по Варшаве и после триумфального въезда в Королевский Замок поставил их перед королём Сигизмундом III, депутатами и сенаторами. Кроме Василия, Дмитрия и Ивана Пуговки Шуйских, среди пленников были жена Дмитрия, княгиня Екатерина Григорьевна — дочь Григория «Малюты» Скуратова, бывший воевода смоленский Михаил Шеин, митрополит Ростовский Филарет.
В Сенатской зале Королевского Замка присутствовали также епископы, ведущие политики и военачальники. Около трона Сигизмунда разместились примас польский и великий канцлер коронный. Царь Василий Шуйский с непокрытой головой склонился к земле, ладонью правой руки коснулся земли, а следом поцеловал её. Затем принёс присягу, покорился маестату (величию) Речи Посполитой, признал себя побеждённым и пообещал, что Россия больше никогда на Польшу не нападёт. Только после этой присяги король Сигизмунд позволил ему поцеловать руку, что было очередным проявлением превосходства Польской Короны. Князь Дмитрий пал лицом к земле и бил челом перед королём и Речью Посполитой, после чего принёс такую же присягу, как царь. Великий князь Иван пал лицом и трижды бил поклоны, затем присягнул так же, как и его братья. Перед польским троном лежали добытые в битвах под Клушиным и Кремлём русские хоругви, в том числе наиболее значимая — царская хоругвь Василия Шуйского. Церемония русской присяги закончилась торжественной литургией в соседствующем с Замком костёле св. Иоанна.

### Московская часовня — склеп царей Шуйских

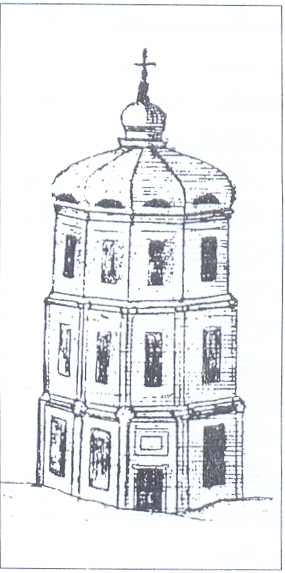
Московская часовня — реконструкция Сигизмунда Либровича, около 1901

Не сохранилась до наших дней Московская часовня (пол. Kaplica Moskiewska) - склеп умерших в плену Шуйских. Она находилась недалеко от пересечения улицы Краковское предместье, Солецкого тракта (нынешние улицы Тамка и Николая Коперника) и дорогой на Черск (совр. улица Новый Свят).
Текст надписи, размещённой королём Сигизмундом III Вазой над входом в Московскую часовню и находившейся там в годах 1620 — ок. 1768:
| Латинский текст | Русский перевод |
| --- | --- |
| Jesu Christi Dei Filii, Regis Regum, Dei Exercituum, Gloriæ. Sigismundus Tertius Rex Poloniæ & Sueciæ Exercitu Moschovitico ad Clussinum cæso, Moscoviæ Metropoli deditione accepta, Smolensco Republicæ restitutio. Basilio Szuyski, Magno Duce Moschoviæ, Et Fratre eius Demetrio Militiæ Præfecto, Captiuis iure belli receptis. Et in Arce Gostiniensi sub custodia habitis, Ibique vita functis, Humanæ fortis memor, Ossa illorum huc deferre. Et ne se regnante etiam hostes, Iniusteque Sceptra parantem, Iustis sepulturaque carerent. In hoc A se ad publicam posteritatis memoriam, Regnique sui nomen, Extructo trophæo, Deponi iussit. Anno à Partu Virginis, M. DC. XX. Regnorum Nostrum Poloniæ, XXXIII. Sueciæ XXVI. | Слава Иисусу Христу, Царю Царей, Господу Саваофу. Сигизмунд Третий, король Польши и Швеции, победив войска московские под Клушиным, принял капитуляцию столицы Москвы, возвращая Смоленск Речи Посполитой. Василий Шуйский, Великий Князь Московский, и его брат Дмитрий, военачальник, по праву военному захвачены в плен. В Гостынинском замке проживая, закончили свои дни; памятующий о судьбе человеческой приносит сюда их останки. И хоть враги эти бесправно правили, не были лишены они места погребения. На этом памятнике, поставленном для всеобщей памяти потомков, имя своё разместить наказываю. Года [Господня] от рождения от Девы 1620-го, царствования Нашего Польше 33-го, в Швеции 26-го. |

### Колонна короля Сигизмунда

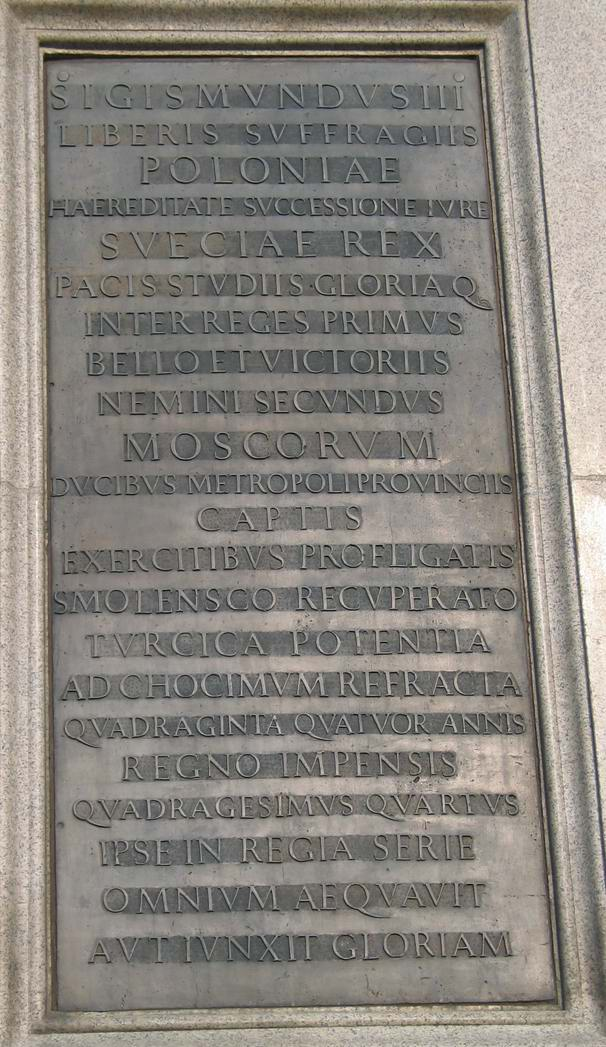
Надпись на западной стороне колонны короля Сигизмунда III в Варшаве

Колонна, воздвигнутая Владиславом IV в 1643—1644 гг. в честь его отца, Сигизмунда III, украшена в цокольной части четырьмя бронзовыми памятными досками. Текст с западной стороны:
| Латинский текст | Русский перевод |
| --- | --- |
| SIGISMVUNDUS III LIBERIS SVFFRAGIIS POLONIAE HAEREDITATE SVCCESSIONE IVRE SVECIAE REX PACIS STVDIIS GLORIAQ INTER REGES PRIMVS BELLO ET VICTORIIS NEMINI SECVNDVS MOSCORVM DVCIBVS METROPOLI PROVINCIIS CAPTIIS EXERCITIBVS PROFLIGATIS SMOLENSCO RECVPERATO TVRCIA POTENTIA AD CHIOCIMVM REFRACTA QVADRAGINTA QVATVOR ANNIS REGNO IMPRENSIS QVADRAGESIMVS QVARTVS IPSE IN REGIA SERIE OMNIVM AEQVAVIT AVT IVNXIT GLORIAM | Сигизмунд III, свободно избранный король Польши, наследный король Швеции, в любви к миру и славе первый среди королей, в войне и победах не уступающий никому, взял в плен предводителей московских, столицу и земли [московские] занял, войска разгромил, Смоленск вернул, сломил под Хотином мощь Турции, царствовал сорок четыре года, сорок четвёртый король, сравнялся во славе со всеми [предыдущими] и принял её [славу] полностью |